# Maison Bouday
La maison Bouday est un édifice situé à Montbozon, en France.

## Localisation
L'édifice est situé sur la commune de Montbozon, dans le département français de la Haute-Saône.

## Historique
L'ancienne maison est inscrite au titre des monuments historiques depuis le 14 octobre 1996 alors que le corps de logis est classé depuis le  17 novembre 1998.